# Fiche S
Fiche S (franska: 'S-kort') är en beteckning i franskt rättsväsende på individer som förmodas utgöra ett allvarligt hot mot den nationella säkerheten. Bokstaven 'S' är en förkortning för Sûreté de l'État, 'statens säkerhet'. Beteckningen utgör den högsta hotbilden på individnivå i Frankrike, och utgör grund för övervakning men inte arrestering. Fiche S förekommer som en av 21 säkerhetsbeteckningar i databasen Fichier des personnes recherchées över kriminella och efterlysta som inrikesministeriet låter polismyndigheten upprätta. Antalet med denna beteckning uppgår till omkring 400 000 personer sedan starten år 1969.